# Вольф Аарон (дзюдоїст)
Аарон Вольф (яп. ウルフ・アロン; нар. 25 лютого 1996) — японський дзюдоїст, олімпійський чемпіон 2020 року, чемпіон світу.

## Виступи на Олімпіадах
| Олімпіада  | Дисципліна      | Місце |
| ---------- | --------------- | ----- |
| Токіо 2020 | до 100 кг       | 1     |
| Токіо 2020 | змішана команда | 2     |
| Париж 2024 | до 100 кг       | 7     |
| Париж 2024 | змішана команда | 2     |